# 가쿠슈인 대학
가쿠슈인 대학(일본어: 学習院大学 가쿠슈인다이가쿠[*], 영어: Gakushuin University)은 일본의 명문 사립 대학이다. 도쿄도 도시마구에 위치해 있으며, 1949년에 설치되었다. 가쿠슈인 자체는 닌코 천황 시대 1847년에 황족이나 화족을 위한 엘리트 고등교육 기관으로 설치되었다. 새로운 제도의 대학으로 가쿠슈인 대학이 개교한 것은 제2차 세계 대전 이후인 1949년으로, 황족이 다니는 학교로 일본 내에서도 잘 알려져 있다. 현재의 UN의 일본대사 출신의 하다노 요시오 원장을 비롯한 역대 가쿠슈인 대학의 원장들은 2차세계 대전 전 까지는 타이완 총독 출신인 노기 마레스케와 궁내대신 다나카 미쓰아키 그리고 주한 공사를 지낸 미우라 고로 등 군인과 관료출신이 많았으나 일본의 패전후부터는 문부과학대신, 외무대신 등 국가조직의 유명한 인사들이 가쿠슈인의 원장을 역임 하고 있다. 저명한 인사들만이 가쿠슈인의 원장이라는 직책을 달수 있었기에 원장이 되는 것을 영광으로 여겨지고 있다.
가쿠슈인 계열 학교는 공통적으로, ‘넓은 시야, 왕성한 창조력, 풍부한 감수성’(ひろい視野 たくましい創造力 ゆたかな感受性)을 건학 정신이자 교육 목표로 삼는다. 황족들과 귀족들은 대부분 가쿠슈인대학 출신이며 대한제국의 의민태자 이은과 이방자 여사 , 덕혜옹주 그리고 한국계 일본인 황족 이구도 가쿠슈인 출신이다.
또한 로마인 이야기로 유명한 시오노 나나미와 지브리 작품으로 유명한 미야자키 하야오등 일본과 세계적으로 활동하는 저명 인사들을 배출한 대학으로 알려져 있다. 또한 전 일본총리인 아소 다로가 가쿠슈인 출신이다. 보안경비 업체인 세콤은 가쿠슈인 대학 출신의 졸업생이 창업을 하였으며 기업 후지쯔의 회장, 일본항공의 회장 그리고 일본적십자사의 사장인 코노에 타다테루를 비롯하여 많은 대기업의 임원들을 배출 하였다.
한국인의 기업인으로서는 삼성가의 이병철 회장의 아들인 이창희가 화학과를 졸업하였다. 일본에서는 가쿠슈인 대학을 GIジョー 그룹이라 하여 부르고 있다. GIジョー그룹에 들어 있는 또 다른 대학은 국제기독교대학(ICU)과 조치대학이며 가쿠슈인과 더불어 취직률, 교수의 능력, 학교의 질이 뛰어난 대학이다. 또한 도쿄 대학 출신의 교수진이 많이 있는 곳으로 유명하며 학계에서도 가쿠슈인 대학의 교육력은 많이 알려져 있다.

## 역사
1847년, 닌코 천황이 교토 어소에 마련한 학습소를 연원으로 한다. 1849년에는 친액이 하사되어, 교토 가쿠슈인이 되었다. 메이지 유신을 통해 화족 제도가 정비되면서, 1876년에는 화족학교가 되었다. 이후 다시 가쿠슈인으로 명칭이 바뀌었으며, 현재 가쿠슈인에서는 명칭이 바뀐 1877년을 창립년도로 삼고 있다. 원래는 황실이 설치한 학교였지만, 1884년에는 궁내성이 관할하는 정식 관립학교가 되었다.
제2차 세계 대전 이전의 가쿠슈인은 문부성의 관할이 아닌 궁내성의 관할로, 화족의 자녀라면 무상을 원칙으로 가쿠슈인에 입학할 수 있었다. 일반 평민의 경우는 원래 극히 한정된 인원만 입학할 수 있었고, 수업료 또한 유상이며, 유아원이나 고등과로의 입학은 금지되는 등의 차별 대우를 받았다. 1924년의 제도 개혁 이후에도 수업료의 격차나 평민의 유아원 입학 금지 등의 차별 대우가 남아, 화족을 중심으로 하는 상류계급의 학교로서 폐쇄성과 엘리트 교육을 유지해 왔다.
제2차 세계 대전 이후 화족제도가 폐지되었고, 가쿠슈인도 여러 가지 사정상 사립 학교법인으로 출범하면서 일반 시민에 대한 차별대우는 없어졌다. 그러나 지금도 황족이 다니는 학교로, ‘어학우’(御学友, 일반 시민으로 같이 배우는 것이 허락된 특별한 학생)가 존재하는 등, 이전의 화족을 중심으로 하는 교육기관의 성격이 많이 남아있다.

### 연보
- 1847년　닌코 천황이 교토 어소 내에 학습소를 개설.
- 1849년　고메이 천황이 ‘가쿠슈인’(学習院)의 친액을 하사.
- 1884년　궁내성 관할의 관립학교가 됨.
- 1893년　대학과가 설치됨.
- 1905년　대학과가 폐지됨.
- 1947년　재단법인 가쿠슈인 출범.
- 1949년　신 학제에 의한 대학으로 가쿠슈인 대학이 설립.
- 1951년　재단법인에서 학교법인으로 전환.
- 1999년　생애학습센터를 설치함

## 특징

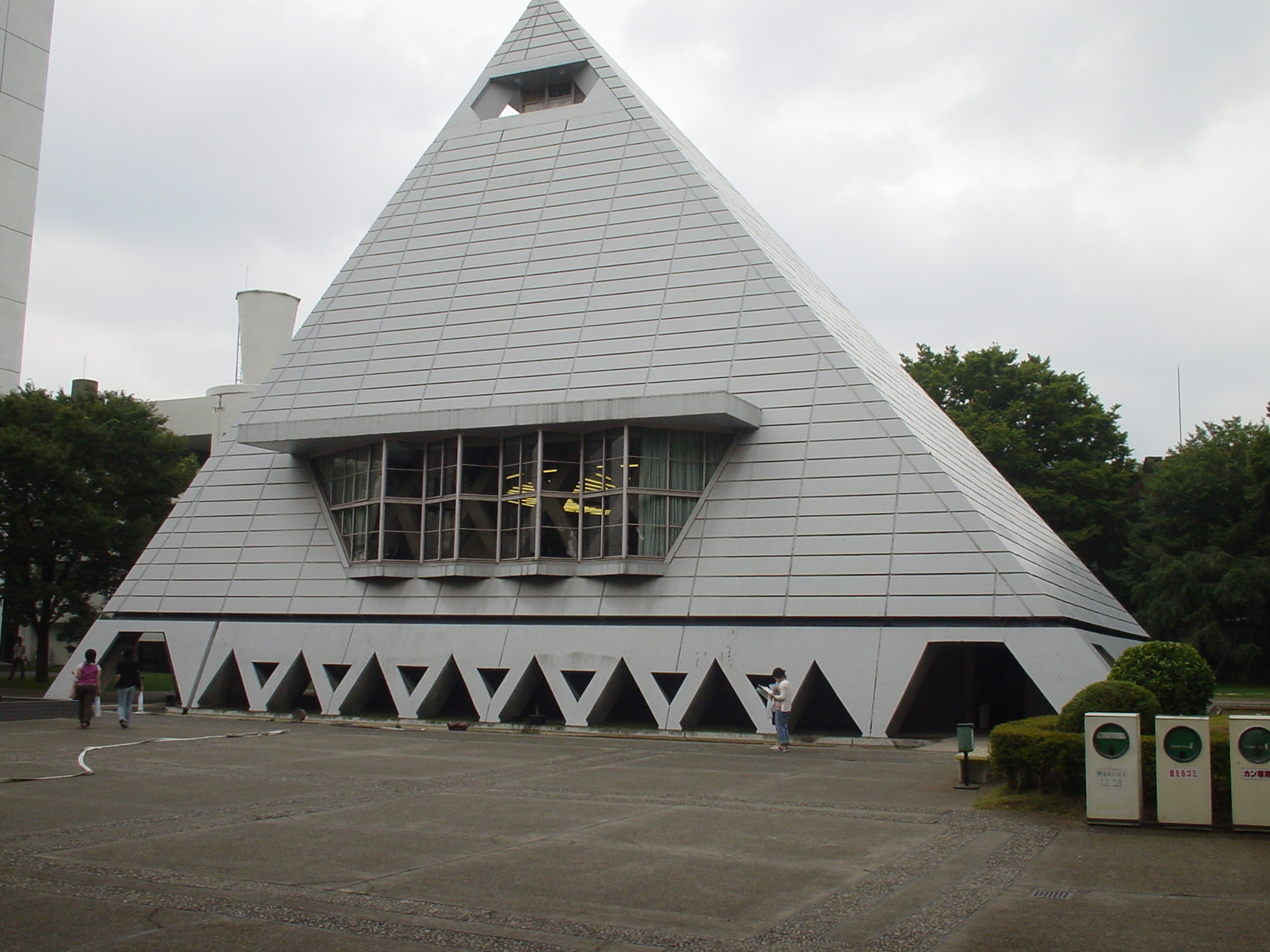
가쿠슈인 대학의 상징이라고도 불리는 피라미드형 교사(校舎)

편차치로는 MARCH 라인에 포함되어 GMARCH라고도 불리나 독특한 입학기준으로 인해 편차치를 기준으로 한 대학순위 통계에는 포함되지 않는 경우가 많다. 캠퍼스가 하나이지만, ‘메지로 캠퍼스’로 불린다. 넓이는 약 20만 평방미터로, 도시마구 내에서 유일한 자연숲이 위치해 있다. 본 캠퍼스내에 승마장이 있어서 도쿄에 위차한 대학교들 중 본 캠퍼스에 승마장이 있는 학교는 가쿠슈인 뿐 이라고 한다.
계열학교인 가쿠슈인 중등과·고등과 및 가쿠슈인 유아원, 가쿠슈인 생애학습센터도 같은 캠퍼스 내에 있다. 야마노테선 JR 메지로역에서부터 걸어서 20초가 걸려서 학교의 위치는 일본 제일이라고 불리고 있다. 가쿠슈인 대학은 교수진이 뛰어난 걸로 알려져 있으며 도쿄대학과 교수들을 공유할 정도로 형제교 라고 불리고 있다.
메이지·다이쇼 시대의 건물이나 오래된 건물, 근래에 세워진 교사, 인접한 회사에서 매수한 건물 등이 혼재한 독특한 경관을 가지고 있다. 특이한 형태의 피라미드형 교사가 상징이었으나 12년도 이후의 대대적인 캠퍼스 신축공사로 인해 철거되고 그 자리는 공터로 바뀌었다. 예전에 황족이 기숙사로 사용하던 건물을 동별관(東別館)이라고 부르고, 지치부노미야 야스히토 친왕이 사용하던 방을 그대로 교실로 사용하고 있다.

## 조직

### 학부
- 법학부
  - 법학과
  - 정치학과
- 경제학부
  - 경제학과
  - 경영학과
- 문학부
  - 철학과
  - 사학과
  - 일본어일본문학과
  - 영어영미문화학과
  - 독일어권문화학과
  - 프랑스어권문화학과
  - 심리학과
  - 교육학과
- 국제사회과학부
- 이학부
  - 물리학과
  - 화학과
  - 수학과
  - 생명과학과

### 대학원
- 인문과학연구과
- 법학연구과
- 정치학연구과
- 경제학연구과
- 경영학연구과
- 자연과학연구과
- 법무연구과
  - 법무전공(법과대학원)

### 부속기관

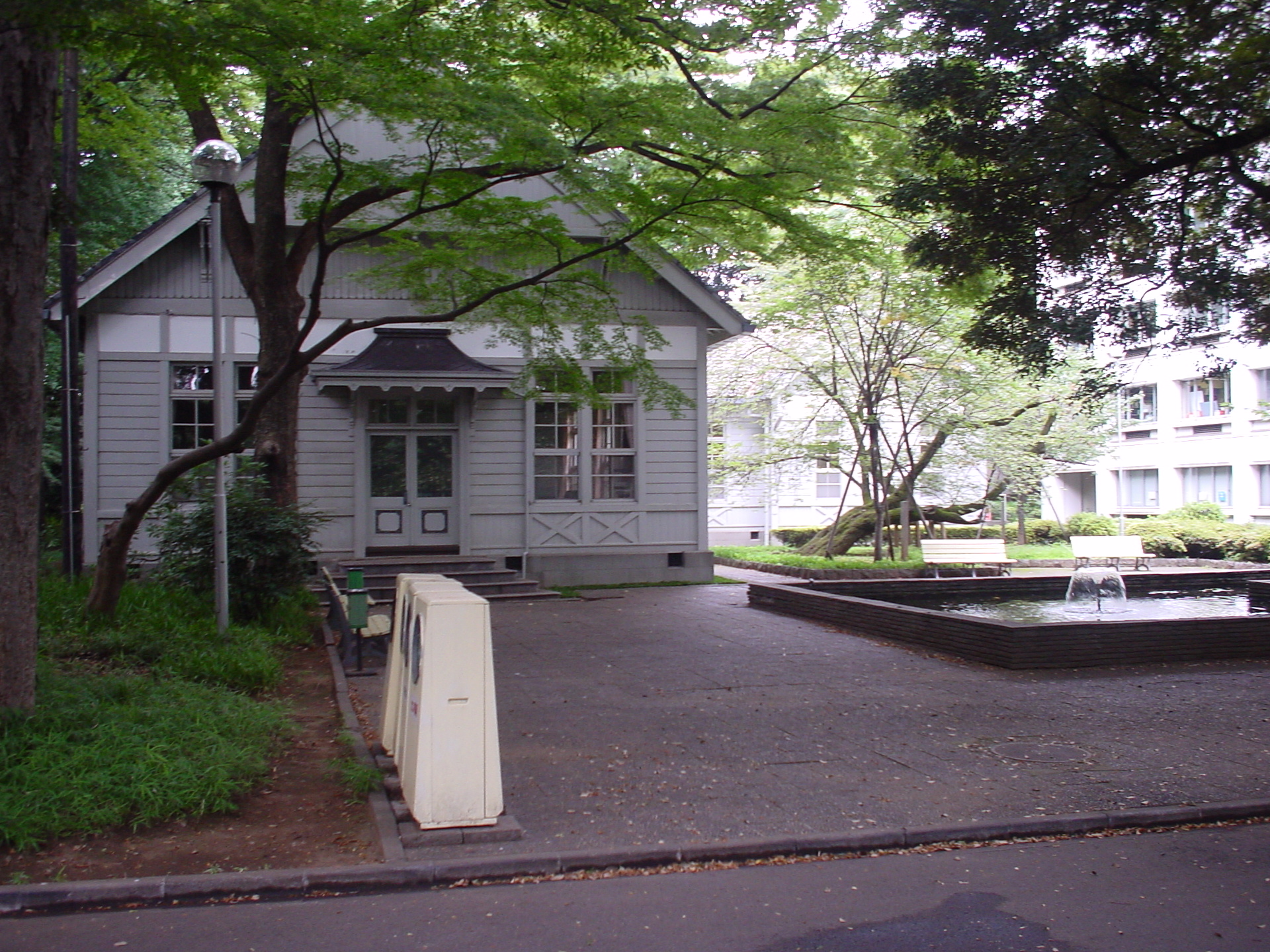
사료관

- 학부 부속 연구시설
  - 경제경영 연구소 (경제학부 부속)
  - 인문과학 연구소 (문학부 부속)
  - 생명분자과학 연구소 (이학부 부속)
- 부속 연구시설
  - 도서관
  - 스포츠·건강과학센터
  - 계산기센터
  - 외국어교육연구센터
  - 동양문화연구소
  - 사료관
- 부속시설
  - 국제교류센터

## 계열학교
학교법인 가쿠슈인이 경영하는 계열학교는 모두 독립된 학교로, 부속학교는 아니다.
- 가쿠슈인 유아원
- 가쿠슈인 초등과
- 가쿠슈인 중등과
- 가쿠슈인 여자중등과
- 가쿠슈인 고등과
- 가쿠슈인 여자고등과
- 가쿠슈인 여자대학 (구 가쿠슈인 여자단기대학)

## 기타
가쿠슈인 대학 도서관 내에 있는 우방문고에는 제1차 세계 대전과 제2차 세계 대전 당시의 편지 서신 등도 서고에 보존되어 있다. 1997년 대구 출신 사학자 강태원이 일본 체류 중 대학 도서관의 우방문고에서 박중양이 일본인 지인에게 보낸 친필 편지를 입수했다.